# Bobby Kennedy for President
Bobby Kennedy for President ist eine Dokumentarfilmserie, die sich mit dem politischen Aufstieg von Senator Robert F. Kennedy in den 1960er Jahren befasst. Die vierteilige Serie wurde am 27. April 2018 auf Netflix veröffentlicht.
Die Serie von Regisseurin und Produzentin Dawn Porter befasst sich mit Kennedys politischem Werdegang, einschließlich seiner Präsidentschaftskampagne von 1968, die am 5. Juni 1968 mit seiner Ermordung endete.
Zusätzlich zum Archivmaterial werden in der Show Dutzende von Personen interviewt, die sich zu einem bestimmten Zeitpunkt in Kennedys Kreis befanden, darunter der Abgeordnete John Lewis, Dolores Huerta, Harry Belafonte, Marian Wright Edelman und William vanden Heuvel.

## Episodenliste
| Nr.                                                                           | Deutscher Titel                 | Originaltitel                | Zusammenfassung |
| ----------------------------------------------------------------------------- | ------------------------------- | ---------------------------- | --- |
| 1                                                                             | Eine neue Generation            | A New Generation             | Robert F. Kennedy arbeitet an der Präsidentschaftskampagne seines Bruders John F. Kennedy.                                                      |
| 2                                                                             | Ich möchte einen Dienst leisten | I’d Like to Serve            | Nach der Ermordung seines Bruders wird Kennedy in den US-Senat gewählt.                                                                         |
| 3                                                                             | Man bekommt nur ein Leben       | You Only Get One Time Around | Kennedy beginnt seine Präsidentschaftskampagne, bis er drei Monate nach Beginn des Wahlkampfs im Ambassador Hotel in Los Angeles ermordet wird. |
| 4                                                                             | Gerechtigkeit für Bobby         | Justice for Bobby            | Nach Kennedys Ermordung trauern seine Familie, Freunde und Anhänger und sein Mörder steht vor Gericht.                                          |
| Am 27. April 2018 wurden alle Folgen gleichzeitig bei Netflix veröffentlicht. |                                 |                              | |